# Escape the Fate
Escape the Fate es una banda de post-hardcore originaria de Las Vegas, Estados Unidos, formada y fundada por Ronnie Radke en el año 2004. Actualmente está integrada por el baterista Robert Ortiz, el vocalista Craig Mabbitt, el guitarrista rítmico Thomas "TJ" Bell, el bajista Erik Jensen y el guitarrista principal Matti Hoffman.
La banda lanzó su primer álbum Dying Is Your Latest Fashion en 2006, liderado por el cantante fundador Ronnie Radke. Tras ser sentenciado a prisión por su participación en un asesinato en 2006, Radke fue despedido y reemplazado por Craig Mabbitt, exintegrante de la banda Blessthefall. El segundo álbum de Escape the Fate, This War Is Ours, el primero con Mabbitt, se lanzó en 2008 y debutó en el puesto número 35 del Billboard 200, con 13 000 copias vendidas en la primera semana.
Su tercer álbum Escape The Fate, salió en 2010 y alcanzó el puesto número 25 del Billboard 200, su mejor posición. En 2013, se lanzó su cuarto álbum Ungrateful, que incluía «One for the Money», su canción con mejor puntuación en las listas de rock mainstream de Estados Unidos.
Actualmente firmado con el sello Big Noise de John Feldmann, el séptimo álbum de la banda Chemical Warfare, fue lanzado en 2021, y su octavo y más reciente álbum Out of the Shadows, fue lanzado en 2023.

## Historia

### Inicios y primeros lanzamientos (2004-2006)
Cuando recién empezaban la secundaria, Max Green y Ronnie Radke formaron una banda estilo pop-punk muy parecida a blink-182 en cuanto a sonido llamada 'Lefty'. Tuvieron participaciones en shows de talentos en su escuela e interpretaban algunos temas y versiones. 
En el año 2004, Bryan Money conoció sus amigos Max Green y Ronnie Radke en la escuela. Bryan vio que Ronnie era un buen cantante y lo llamó para formar una banda con él y Max. El trío hace una pequeña audición para un baterista, siendo Robert Ortiz seleccionado, después de eso Omar Espinosa dejó la banda Lovehatehero para ser parte de este nuevo proyecto. En el 2005, Carson Allen se integró como tecladista.
En septiembre del 2005 el grupo participó en un concurso organizado por una radio local cuyo jurado fue My Chemical Romance. Al obtener el primer puesto, se les otorgó la oportunidad de abrir los conciertos de la banda de My Chemical Romance, Alkaline Trio y Reggie and the Full Effect. Paralelamente, la banda firmó con Epitaph Records, distribuyó un demo y grabaron su primer video musical, de la canción Not Good Enough for Truth in Cliché (la versión demo).
El 23 de mayo de 2006, la banda lanza su primer EP, There's No Sympathy For The Dead. El 12 de septiembre, la banda publicó un boletín en MySpace de que Radke ya no era vocalista en la banda, aunque en noviembre del mismo año, se anunció lo contrario. Sin embargo, el tema no es claro. Antes del lanzamiento del EP, Allen ya no era parte de la banda, apareciendo como vocalista en On the Last Day. El 12 de octubre de 2006 Epitaph Records subía a su cuenta de YouTube el primer video de la banda There's No Sypathy For The Dead.

### Dying Is Your Latest Fashionsalida de Omar Espinosa y expulsión de Ronnie Radke (2006-2008)
El 26 de septiembre, el quinteto lanzó su primer álbum, Dying Is Your Latest Fashion producido por Michael "Elvis" Baskette. El álbum se posicionó en el puesto #19 en el US Indie.
Grabaron 2 videos para este álbum, Not Good Enough for Truth in Cliché (23 de enero de 2007) y Situations (2 de octubre de 2007). 
El 20 de noviembre de 2007 Epitaph lanza un nuevo EP de Escape The Fate llamado Situations EP solo para iTunes el cual contiene la canción original situations del disco anterior y 2 canciones remasterizadas: As You're Falling Down y Make Up. Estas dos canciones ya habían aparecido en viejos materiales de Escape The Fate, pero As You're Falling Down fue completamente regrabada únicamente para este EP. En cambio, Make Up ya había sido incluida en la versión japonesa del álbum Dying Is Your Latest Fashion (también regrabada). Además estas dos canciones tienen su versión en el Demo de Escape The Fate. -As You're Falling Down tiene en total 3 versiones: la versión demo, la versión del EP There's No Sympathy for the Dead y la versión de Situations EP-. Este EP también viene con el video de Situations y fue el último material que Escape The Fate grabó junto a Ronnie Radke.
El 6 de mayo de 2006, el bajista Max Green se involucra en una pelea con Marcel Colquitt, como la pelea empezaba a empeorar Ronnie Radke también se involucró para defender a Max. Colquitt desafía a Ronnie a pelear en Las Vegas Desert esa misma noche, y ambos llevaron bates de Baseball. El grupo de Colquitt tenía un arma, la cual sacaron y empezaron a disparar, eso llevó a que uno de los amigos de Ronnie sacara su arma de fuego (la cual llevó por precaución) y la uso para defenderse. Michael Cook (18 años) recibió un disparo de Rader (amigo de Ronnie) para defenderse, el cual asesinó a Michael Cook. Esto pasó a ser investigado por autoridades.
La banda, tras estar de gira alrededor del 2006 y 2007, fue convocada Warped Tour del 2007 y el Black On Black Tour, junto a Blessthefall, en esta última, Omar Espinosa decide dejar la banda por supuestos problemas personales, aunque Radke declaró en el 2009 que fue con discusiones con Max Green. Omar actualmente es productor musical, su posición instrumental es reemplazada por Michael Money, hermano menor de Bryan.
A mediados del 2008, salió a la luz la investigación sobre el asesinato de Michael Cook en 2006. Se le declaró culpable a Ronnie por ``causar daño´´ y fue sentenciado a 48 meses de libertad condicional, lo que llevó a no poder participar en el Epitaph Tour 2007. Radke fue citado a dos juicios y faltó a los dos, además violó su libertad condicional. Debido a eso, volvieron a arrestar a Ronnie (que estaba escondido en Las Vegas) y esta vez lo sentenciaron a 2 años en la cárcel. La banda decide expulsarlo definitivamente, Max Green declaró: Las cosas se estaban saliendo de control, primero no podíamos salir del país, luego no podíamos salir del Estado. Ronnie salió el 12 de diciembre de 2010 de la cárcel, actualmente está en la banda Falling in Reverse, con la cual lanzó el álbum The Drug In Me Is You, el 26 de julio de 2011 también bajo el sello de Epitaph Records.

### Arribo de Craig Mabbitt yThis War is Ours(2008-2010)

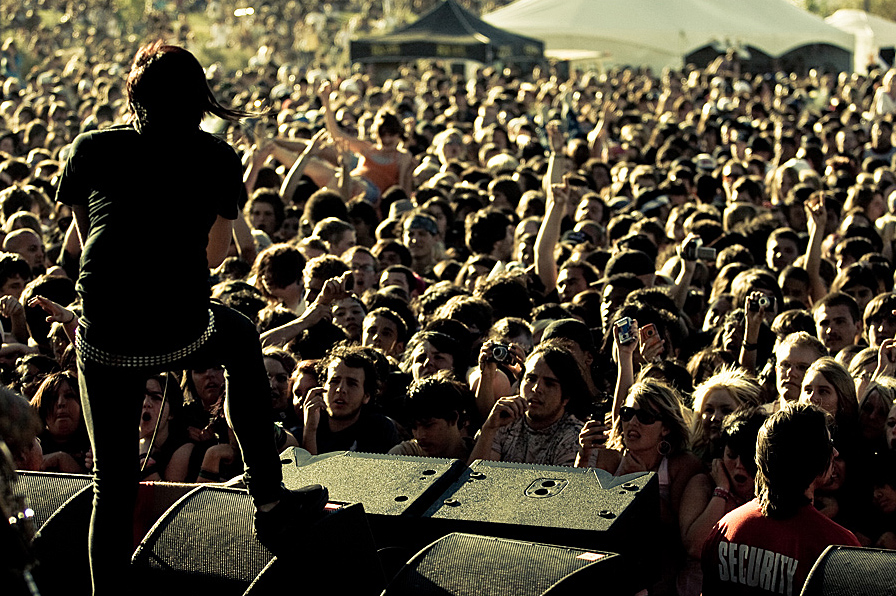
Craig Mabbitt en primer plano, en un concierto con la banda, año 2008.

Después de la salida de Ronnie, Craig Mabbitt (exvocalista de Blessthefall) luego de ser expulsado de esta, estaba interesado en entrar a una banda, queriendo contactar al mánager de la banda A Skylit Drive, pero este se equivocó de número y terminó hablando con el mánager de Escape The Fate. Mabbitt participó temporalmente como vocalista, pasando a ser de tiempo completo junto a la grabación de un nuevo álbum. El 16 de septiembre, la banda lanzó el sencillo The Flood, en su MySpace. Días después la banda lanzó el tema This War Is Ours (The Guillotine Part II).
El 21 de octubre se lanzó This War Is Ours, producido por John Feldmann, posicionándose en el puesto #35 en el Billboard 200, #2 en el Independent Albums y #33 en el ARIA Charts.
En el 2009, la banda participó en el compilatorio Punk Goes Pop 2 de Fearless Records, grabando Smooth, de Santana. Luego la banda estuvo de gira internacional, pasando por Europa nuevamente, con Chiodos, Silverstein, Black Tide, Attack Attack!, Burn Halo y William Control respectivamente. En el 2009, la banda estuvo de gira por Europa con Hollywood Undead y Atreyu, desde octubre hasta diciembre.
El 27 de abril de 2010, la banda lanzó la versión Deluxe del álbum. Fue estrenada el 27 de abril de 2010.
A inicios del 2010, la banda participó en el Soundwave Festival anual, en Australia. Escape the Fate participó en el concierto "Extreme Thing", y en mayo en el The Bamboozle.

### Escape The Fatey salida de Max Green (2010-2012)
A finales del 2009, Mabbitt comentó que estaban componiendo un nuevo álbum. A mediados del 2010, la banda emprendió rumbos a Sudamérica donde pasaron por países como Brasil, Colombia, Venezuela, Argentina y Chile. La banda rompió el contrato con Epitaph y firmó con Interscope y DGC, el 26 de julio, también anunciaron que Don Gilmore produciría su álbum, el que sería lanzado a inicios de noviembre.
El 29 de agosto la banda lanzó el tema Massacre, seguido de Issues, el 14 de noviembre, cuyo video fue lanzado el 28 de septiembre en YouTube.
El 2 de noviembre la banda lanzó oficialmente el álbum Escape the fate, posicionándose en el puesto #25 en el Billboard 200, #3 en el Independent Albums, #58 en el ARIA Charts y #145 en el UK Albums Chart.
En noviembre de 2010, Max Green dejó la banda para entrar a rehabilitación de drogas, la banda tuvo que cancelar sus tours en Europa junto a Bullet For My Valentine. El exguitarrista de Motionless in White, Thomas "TJ" Bell ocupó el lugar de Green en el primer semestre del 2011.
El 11 de enero, la banda estuvo en vivo en "Tues Show" (Fuel.tv), interpretando Issues y Gorgeous Nightmare, con la colaboración especial de Kevin "Thrasher" Gruft, guitarrista principal de Lovehatehero.
El mismo día, la banda lanzó su segundo EP, Issues Remixes, el que cuenta con cuatro remixes de dubstep de varios artistas, este trabajo fue sólo lanzado por Internet.
El 19 de agosto, la banda anunció que Money tomaría un descanso de su gira, pero todavía estará en la banda. Kevin Gruft, quien ha trabajado con la banda en el pasado, será la sustitución de Bryan temporalmente. También se anunció que Max Green regresó a la banda después de tomar un descanso durante el primer semestre de 2011 para recuperarse de su adicción a las drogas a través de la rehabilitación. Me siento muy bien y estoy contento de estar de vuelta con mi banda. Escape The Fate es mi vida. Aquí es donde pertenezco declaró Max.
Después de haber participado en el Uproar Festival, Max, nuevamente, dejó la banda y Zakk Sandler, de Black Tide, lo reemplazó a él. TJ Bell, actual bajista de Get Scared fue llamado para reemplazar a Green en los próximos conciertos de Reino Unido con Funeral For A Friend, previamente, Bell había participado con la banda en el tour con Papa Roach.

### Ungratefuly salida de los hermanos Money (2012-2014)
A mediados de diciembre, la banda entró a estudio para comenzar a trabajar en su cuarto álbum de estudio con el productor John Feldmann. El 27 de diciembre, Mabbitt anunció en Facebook que habían entrado a estudio para un proyecto paralelo que sería terminado en enero, para comenzar con la grabación en febrero. El estilo de este nuevo álbum será muy similar a This War Is Ours, con algunos elementos de su más reciente álbum.
Recientemente los rumores de que Green dejaba la banda fueron confirmados por el mismo vía Twitter: Well everyone, I'm doin good. No I'm not playing in ETF anymore. Long story, básically personal and perhaps slight musical differences (Bueno gente, me encuentro bien. No, ya no estoy tocando en ETF. Larga historia, básicamente personal, y quizás por pequeñas diferencias musicales).
La banda anunció que estaría de gira con Attack Attack!, y que Craig estuvo trabajando con su vocalista, Caleb Shomo, en la producción de su nuevo álbum solista, el que será lanzado en abril. Además, se confirmó la llegada de Bell a la banda, en reemplazo de Green, vía Twitter, diciendo: Ex guitarist from Motionless in White. Now playing the bass for Escape The Fate (El exguitarrista de Motionless in White. Ahora toca el bajo para Escape The Fate).
El 3 de abril, Mabbitt y Ortiz anunciaron que su álbum será lanzado posiblemente en septiembre del 2012, además que Bell y Michael Money (guitarrista en vivo desde el 2008), serán miembros permanentes de la banda. Ahora se estima que su nuevo álbum será lanzado en noviembre de 2012
El 17 de diciembre publicó un teaser en YouTube de una canción de su nuevo álbum llamada 'Ungrateful', cuyo sencillo saldría a la venta en iTunes el día 12 de febrero de 2013, además se espera sacar pronto un videoclip de esta canción, el cual ya han grabado,y los miembros del grupo subieron capturas del vídeo. El videoclip salió, dirigido por Frankie Nasso. El vídeo muestra una cadena de escenas de bullying en el que un niño es golpeado hasta la muerte por un adolescente, mientras que este recibe maltratos de su padre, y este recibe maltratos de uno de sus compañeros de trabajo (este último resulta ser el padre del niño que ha muerto).
Además del videoclip, se estima que el próximo sencillo se titule "You're Insane", y la fecha de lanzamiento del álbum es el 14 de mayo de 2013.
Lanzado el 14 de mayo de 2013, Ungrateful es el cuarto álbum studio de Escape The Fate, producido por John Feldmann, cual también produjo This War Is Ours. Este nuevo álbum también viene con nuevo sello, Eleven Seven Music y fue el último material grabado con los hermanos Money, ya que Bryan Monte Money y Michael Money dejaron la banda en octubre de 2013 y formaron su banda, The Money Brothers. TJ Bell paso de ser el bajista a ser el guitarrista rítmico.
El álbum tuvo un proceso de grabación largo, en partes y con mucha dedicación. Se grabó entre febrero-marzo del 2012 y , luego de unos tours, entre junio-septiembre del 2012.
Ungrateful cuenta con 11 canciones oficiales y 4 versiones Deluxe:
- Deluxe Edition, que agrega 2 canciones más.
- iTunes Deluxe, que agrega 3 canciones más, cual una de esas es exclusiva de iTunes, y los vídeos musicales de Ungrateful y You're The Insane.
- Deluxe DVD bonus, que agrega un video en vivo, Live from The Roxy, y los videos musicales de Ungrateful y You're The Insane
- Deluxe Edición Japonesa, que agrega 3 canciones, cual una de esas es exclusiva de esta edición.

### Lanzamientos nuevos (2015–2022)
Luego del lanzamiento de Ungrateful y su respectivo tour, la banda paso por algunos cambios e idas y vueltas. 
A fines de 2013, Max Green vuelve a la banda, luego de haberla dejado para recuperarse de su adicción a las drogas. Limpio, Green participó de varios shows de Ungrateful. Además, tanto Green como Craig, se reunieron con el excantante de ETF, Ronnie Radke y arreglaron sus problemas. Eso dio paso a un tour entre Escape The Fate y Falling In Reverse llamado Bury The Hatched Tour. 
Sin embargo, a mediados del 2014, Green se baja de un tour de ETF por "problemas familiares". La banda le mostró todo el apoyo posible ya que sospechaban que Max había vuelto a las drogas. Aunque, sin darle aviso a la banda, Green deja por segunda vez Escape The Fate, y semanas después se une a Falling In Reverse. La banda se enteró por una nota de Alternative Press donde daba a conocer la noticia. En una entrevista a la misma revista, Craig dice haberse sentido traicionado y un idiota, ya que él fue quien convenció a la banda de que Max volviera. 
Radke habló con Craig, diciéndole que él no sabía que Green no había hablado con ellos. Meses después Green deja Falling In Reverse y más adelante sale a la luz que Radke se volvió a pelear con Max. Actualmente Radke se lleva bien con los miembros de la banda y en una entrevista ha dicho que TJ Bell y Kevin son muy buenas personas y buenos músicos. 
Luego de esto, los hermanos Bryan Money y Michael Money dejaron la banda para centrarse en su proyecto, 'The Money Brothers el cual actualmente se llaman Beyond Unbroken. Kevin Gruft quedó como guitarrista permanente y actualmente no tienen un bajista fijo, ya que TJ Bell es el guitarrista rítmico. 
La banda anunció que entrarían en estudio a grabar su quinto álbum el cual salió el 10 de mayo de 2015. el 15 de agosto de 2015 salió a la luz información de dicho álbum el cual se suponía que iba a lanzarse el 18 de agosto. El álbum se llamaría Hate Me y sería lanzado el 30 de octubre de 2015. 
El primer sencillo de este álbum fue Just A Memory, el cual fue dirigido a Bryan Money, dando a entender su pelea con Craig. Luego del sencillo, Ronnie Radke tuiteó a Money, mencionando en forma de burla que la canción iba dirigida a él. . Semanas después, en una entrevista Radke aseguró que Bryan Money no era buena persona y que la idea de hacer una serie de canciones "episodicas" (The Guillotine) fue de él, y que se las robo cuando Radke estaba en la cárcel. Por eso The Guillotine IV la hizo Radke con Falling In Reverse, aunque en la entrevista él dijo haber consultado con ETF y la banda le dio el permiso. .
El 7 febrero, Craig Mabbitt anunció que durante este 2017 entrarían en el estudio para grabar y preparar su sexto álbum de larga duración.
El 2 de noviembre de 2017, la banda lanzó la canción "Empire" y anunció el lanzamiento de su nuevo álbum llamado "I Am Human" que será lanzado el 16 de febrero de 2018. Pero la banda anunció que el lanzamiento del álbum se pospuso para el 30 de marzo de 2018.
En diciembre de 2019, la banda entró al estudio con John Feldmann para trabajar en su séptimo álbum de estudio que probablemente se lanzará en 2020. El 28 de agosto de 2020, la banda lanzó un nuevo sencillo titulado "Walk On". La canción también está incluida en la banda sonora de Sno Babies.
El 28 de agosto de 2020, la banda lanzó «Walk On» como sencillo, y está incluido en la banda sonora de Sno Babies. El 16 de octubre de 2020, la banda lanzó su segundo sencillo «Invincible» con la violinista estadounidense Lindsey Stirling. El 23 de octubre de 2020, la banda lanzó el sencillo «Christmas Song». Esta canción se incluyó en Christmas With Better Noise Music, un álbum recopilatorio navideño de Better Noise Music. El 8 de enero de 2021, la banda lanzó «Not My Problem» con Travis Barker como el tercer sencillo de su séptimo álbum de estudio, Chemical Warfare, que se lanzó el 16 de abril de 2021.
El 26 de febrero de 2021, se informó que todo el equipo e instrumentos de Escape the Fate habían sido robados del espacio de práctica de la banda en North Hollywood, California.
El 21 de abril de 2021, la banda anunció que planean lanzar Chemical Warfare: B-Sides el 12 de junio de 2021.

### Nuevo álbum y salida de Kevin Gruft (2022-presente)
Kevin Gruft ha estado ausente de tocar con la banda desde 2021, con Matti Hoffman tocando la guitarra principal desde entonces. Kevin dijo que quería estar en casa cuando su esposa tuviera a su hijo. Pero desde entonces, la banda eliminó a Kevin de sus páginas sociales y agregó a Erik Jensen como su bajista oficial, después de estar de gira con la banda durante 5 años. Todavía no está confirmado si Matti Hoffman es el nuevo guitarrista principal oficial, no fue si no hasta principios de 2023 que hicieron oficial la incorporación de Hoffman.

## Tours

### The Dead Masquerade (2011)
En promoción de Escape the Fate, la banda estuvo de gira con Alesana, Motionless in White, Get Scared y Drive A, alrededor de Estados Unidos y Canadá. entre enero y marzo de 2011.
La segunda versión del tour (The Dead Masquerade Down Under), de forma más pequeña, visitando Australia, junto a Pierce the Veil.

### Raid the Nation (2011)
Después de acabar el tour The Dead Masquerade, la banda participó en variados festivales, entre ellos el Rocklahoma, Rock on the Range, Lazerfest, Download Festival y el Uproar Festival.
La banda anunció a través de Twitter y Facebook que se embarcaria en una nueva gira, con Papa Roach y RED, entre marzo y mayo de 2011, por Estados Unidos.

### Uproar Festival (2011)
Desde el 26 de agosto hasta el 14 de octubre, Escape The Fate participó en dicho tour con bandas como Bullet For My Valentine, Seether, Three Days Grace y Avenged Sevenfold.

### Gira europea (2011)
Desde el 23 al 30 de octubre, Escape The Fate estuvo de invitado en la gira de Funeral For A Friend por Europa, junto a invitados como The Amity Affliction y The Bunny The Bear and Straight Lines.

## Influencias y estilo
Su música ha sido descrita por los críticos como metalcore, post-hardcore, emo, screamo y hard rock.
Las influencias de la banda incluyen: Marilyn Manson, Guns N' Roses, Iron Maiden, Mötley Crüe, Greeley Estates, the Used, Cannibal Corpse, Danzig, Thursday, Linkin Park, Korn, Eminem, Metallica, Blink-182, Journey, Buckcherry, Fall Out Boy, My Chemical Romance, Underoath, System of a Down, DragonForce, Michael Jackson, Queen, Van Halen, Dio, Led Zeppelin, y Aerosmith. Craig Mabbitt ha dicho que se inspira en casi todos los géneros. En estos días, una buena canción es una buena canción, y siempre son influencias, ya sean viejas o nuevas.
Ortiz declaró que existe una gran variedad de inspiraciones, desde bandas de metal clásicas como Metallica y Iron Maiden hasta las bandas más nuevas con las que actualmente hacen giras, bandas sónoras de películas o la música mainstream actual.

## Miembros
Miembros actuales
- Robert Ortiz – batería (2004 presente)
- Craig Mabbitt – voces (2008–presente)
- Thomas "TJ" Bell – guitarra rítmica, coros (2013–presente); bajo (2012–2013, 2014–presente)
- Erik Jensen – bajo, coros (2022–presente; 2017-2022 cómo bajista de giras)
- Matti Hoffman – guitarra principal (2023-presente; 2021-2022 cómo guitarrista de giras)

## Discografía
Álbumes de estudio
- 2006 - Dying Is Your Latest Fashion
- 2008 - This War Is Ours
- 2010 - Escape The Fate
- 2013 - Ungrateful
- 2015 - Hate Me
- 2018 - I Am Human
- 2021 - Chemical Warfare
- 2023 - Out of the Shadows